# Benoît Delbecq
Pour les articles homonymes, voir Delbecq.
Benoît Delbecq est un pianiste, compositeur et producteur français né le 6 juin 1966 à Saint-Germain-en-Laye.

## Biographie
Issu d'une famille mélomane, Benoît Delbecq grandit à Bougival près de Paris et commence d'étudier le piano à l'âge de sept ans avec Nicolle Mollard. Après quelques années, il commence de jouer dans un groupe local de pop-music et rock, puis jazz, pratique à laquelle il s'initie à l'âge de 15 ans avec le pianiste parisien Jean-Pierre Fouquey. En 1983, il rencontre le pianiste Mal Waldron lors d'un concert  de ce dernier à l'IACP, l'école de musique fondée à Paris par Alan Silva. Waldron va alors prendre Delbecq sous son aile, et l'inciter à composer sa propre musique. Steve Lacy, basé à Paris, fera de même quelques années plus tard en le recommandant à Dave Holland afin qu'il participe au Jazz Workshop de Banff (Canada), en 1987.
Formé à la musique écrite (par les cours d'analyse et d'écriture de Solange Ancona au Conservatoire de Versailles, en parallèle avec une forte complicité formatrice avec le compositeur David Lacroix), et au jazz (il a été l'élève de Steve Coleman, Dave Holland, Muhal Richard Abrams, Mal Waldron, Alan Silva, Stanley Cowell, Bernard Maury, Jean-Pierre Fouquey), Delbecq évolue depuis 1992 environ sur la scène internationale du jazz contemporain. Avant d'embrasser une carrière de musicien, il a étudié les techniques électroacoustiques, et a été brièvement assistant-son et assistant-réalisateur. Aujourd'hui il mixe nombre d'albums de musique acoustique.
Delbecq a été l'un des fondateurs et activistes du collectif Hask (1993-2004), en compagnie de Guillaume Orti, Hubert Dupont, Stéphane Payen, Steve Argüelles, Frédéric Briet, collectif basé aux Instants Chavirés de Montreuil dans les années 1990 et 2000 et qui a contribué à la vivacité de la scène du jazz contemporain en France avec notamment les groupes Kartet, Thôt, The Recyclers etc. qui proposaient des formes novatrices. Il a été également membre du collectif L'Astrolab avec Thierry Madiot et Noël Akchoté, ainsi que de Stratégies Obliques avec D' de Kabal et Franc Mannara. Aujourd'hui il est membre du collectif Bureau de Son et de son label dStream qu'il a fondé en 2009 avec Steve Argüelles et Nicolas Becker - Sarah Murcia a rejoint Bureau de Son en 2022.
Delbecq est impliqué dans de nombreuses formations et collectifs : Delbecq Unit, Delbecq 5, Delbecq 4, Delbecq 3 qu'il dirige, ainsi que Kartet, The Recyclers, Ambitronix, PianoBook, Manasonics, Les Amants de Juliette, Poolplayers, Silencers, Four Hands, Medusa Beats, Deep Ford, Weave 4, Triple Fever, Bumper Trio... et s'implique dans des projets avec Jean-Jacques Avenel, Mark Helias, Marc Ducret, Mark Turner, Émile Biayenda, Mark Helias, Gerry Hemingway, Samuel Blaser, Thomas Gouband, Kim Myhr, Nils Ostendorf, Evan Parker, Han Bennink, Arve Henriksen, Oene Van Geel, Guillaume Orti, Hubert Dupont, Samuel Ber, Etienne Renard, Guilhem Flouzat, Jean-Jacques Avenel, Arve Henriksen, Andy Milne, John Hébert, Gerald Cleaver, Lukas Ligeti, Miles Perkin, Claudia Solal, Elise Caron, Jozef Dumoulin, Jonas Bürgwinkel, Petter Eldh, Clemens Van der Feen, Sarah Murcia, Daniel Zimmermann, Mario Costa, Edward Perraud, Robin Fincker, Sylvain Darrifourcq, Etienne Renard, Guilhem Flouzat et bien d'autres. Il se produit également en solo au piano acoustique.
Son activité de producteur le voit produire nombre de ses propres albums pour Songlines, Cleanfeed, Rogue Art ou dStream depuis 1996, comme également des disques de Jean-Jacques Avenel (Waraba, 2004), John Hébert (Spiritual Lover et Floodstage, 2008 et 2014) ou encore Samuel Blaser (A Mirror to Machaut, 2013).
La préparation des cordes du piano à l'aide de bois et de gomme est une des marques de fabrique de Delbecq. Selon son aîné et pair Fred Hersch, Delbecq a su "amener l'âme du jazz au piano préparé de John Cage". Cette particularité l'a vu développer un champ esthétique célébrant l'idée de croisement de plusieurs pulsations superposées, baptisées "polyvitesses" par le journaliste Philippe Carles en 1994, en reflet des travaux de György Ligeti, Ornette et Steve Coleman ou encore des musiques des pygmées Aka de Centrafrique. Il a par ailleurs mis au point un principe d'écriture basé sur des calligrammes de sa facture ainsi que des principes de proportions basés sur la rythmicité des langues et des formes (puisées dans les arts plastiques, l'architecture...), le tout se nourrissant d'une approche ludique des mathématiques. Il utilise aussi également les technologies électroniques : auto-sampling, boucles mutantes en temps-réel, drum'n bass improvisée... Outre les nombreuses formations qu'il dirige ou co-dirige, ou des projets discographiques qui croisent les chanteurs Katerine, Jacques Higelin, Ashley Slater, il participe régulièrement à des projets multi-disciplinaires : théâtre, danse, cinéma (fiction et documentaire), poésie, arts plastiques. En témoignent des lectures "préparées" avec le poète Olivier Cadiot, ou encore ses performances avec Marcelline Delbecq ou Eric Vernhes, avec le chorégraphe Thierry Baë, avec les comédien(ne)s Irène Jacob, Marie Dompnier, Jérôme Kircher, Julie Martigny, les metteurs en scène David Lescot, Jan Peters, Victor Gauthier-Martin, Hassane Kouyaté, Marie-Christine Mazzola, dans le cadre de Manasonics avec Steve Argüelles et le compositeur et sound-designer Nicolas Becker, ou pour des films de Catherine Bernstein, Pol Otchakovsky-Laurens, Marie Dompnier, Félix Ollivier, Juliette Touin... Il a travaillé avec l'auteure Dorothée Zumstein à l'écriture d'un opéra de chambre, Patiente 66. Des prémices de cet opéra ont été présentés à l'Atelier du Plateau en 2017, avec Anne Benoît, Élise Caron, Claudia Solal, Steve Argüelles, Kim Myhr, Miles Perkin et Antonin-Tri Hoang. Il a présenté en décembre 2019 et juillet 2020, avec les comédiens Julie Martigny et Samuel Tiennot, une lecture bricolée autour de l’œuvre du poète français Jacques Roubaud. En novembre 2023, il a présenté au Théâtre de l’Aquarium (Paris) une esquisse du spectacle « Mémoire courte » avec la comédienne Marie Dompnier et le metteur en scène Jan Peters, un spectacle en cours de production. 
Lauréat de la Villa Médicis hors les murs en 2001, il a reçu en 2009 le Fellowship de la Civitella Fundation (New York). Ses disques"The Sixth Jump" et "Circles and Calligrams" (Songlines) ont reçu en 2010 un double Grand Prix International du Disque de l'Académie Charles-Cros. Parmi une multitude de récompenses attribuées par la critique internationale, "The Sixth Jump" a été présenté dans la sélection annuelle du New York Times "Best 10 discs of pop/jazz 2010". Delbecq figure en 2018 et 2019 dans la sélection de pianistes "rising stars" de la critique internationale réunie annuellement par le magazine américain DOWNBEAT, ainsi que dans la sélection "Piano" de l'édition 2023 du même "Downbeat critic's poll".

## Discographie en leader et/ou co-leader
- 1992 - Kartet Hask avec Guillaume Orti, Hubert Dupont, Benjamin Henocq (Adda)
- 1993 - Delbecq Quartet Paintings: avec G. Orti, Joe Carver, S. Argüelles (Deux Z)
- 1995 - The Recyclers Rhymes avec Steve Argüelles et Noël Akchoté (Deux Z)
- 1995 - Jazz Mic Mac avec Serge Adam, André NKouaga et Emile Biayenda (Doc)
- 1999 - Kartet, Jellyfishing (Pee Wee), avec Guillaume Orti, Hubert Dupont et Chander Sardjoe.
- 1999 - Ambitronix We Da Man, avec Steve Argüelles (Plush)
- 2000 - Delbecq 5 Pursuit avec François Houle, Michael Moore, JJ Avenel, Steve Argüelles (Songlines)
- 2001 - PianoBook avec Steve Argüelles (Plush)
- 2001 - Kartet Jyväskylä avec Guillaume Orti, Hubert Dupont, Chander Sarjoe (Naïve)
- 2003 - Piano solo - Nu Turn( Songlines)
- 2004 - Dice Thrown, avec François Houle (Songlines)
- 2005 - Delbecq Unit - Phonetics avec Mark Turner, Oene Van Geel, Mark Helias, Emile Biayenda (Songlines)
- 2006 - Ambitronix 9V Trippin', avec Steve Argüelles (Plush)
- 2006 - Bleu sur Scène, Marc Ducret and Benoît Delbecq (Sans Bruit)
- 2007 - Les Amants de Juliette #4: avec Serge Adam et Philippe Foch (Doc)
- 2008 - Kartet The Bay Window avec Guillaume Orti, Hubert Dupont, Chander Sardjoe (Songlines)
- 2008 - Poolplayers Way Beneath the Surface avec Arve Henriksen, Lars Juul, Steve Argüelles (Songlines)
- 2009 - Duo avec Andy Milne Where is Pannonica (Songlines)
- 2010 - Piano solo - Circles and Calligrams (Songlines)
- 2010 - Delbecq trio The sixth jump avec Jean-Jacques Avenel et Emile Biayenda (Songlines)
- 2011 - Silencers Balance des Blancs avec Kim Myhr, Nils Ostendorf et Toma Gouband (Sofa Music)
- 2012 - Benoît Delbecq, Crescendo in Duke, (musiques d'Ellington) avec Steve Argüelles, Jean-Jacques Avenel, Michael Bland, Tony Coe, Tony Malaby, Antonin-Tri Hoang, Yohannes Tona and the Hornheads (nato).
- 2012 - Delbecq et François Houle, Because She Hoped, (Songlines)
- 2013 - Benoît Delbecq and Fred Hersch Double Trio Fun House (Songlines) avec Fred Hersch, Mark Helias, JJ Avenel, Gerry Hemingway et Steve Argüelles.
- 2014 - Samuel Blaser, Benoît Delbecq et Gerry Hemingway 4th Landscape (NuScope)
- 2014 - Kartet Grand Laps avec Guillaume Orti, Hubert Dupont, Stéphane Galland (Songlines)
- 2015 - Les Amants de Juliette s'électrolysent avec Serge Adam et Philippe Foch (Doc, vinyle et CD)
- 2015 - Delbecq 3 Ink avec Miles Perkin et Emile Biayenda (Clean Feed Records).
- 2016 - Illegal Crowns avec Mary Halvorson, Taylor Ho Bynum et Tomas Fujiwara (Rogue Art)
- 2017 - Plug and Pray Evergreens avec Jozef Dumoulin (dStream)
- 2017 - Manasonics Foley avec Steve Argüelles et Nicolas Becker (dStream)
- 2018 - Jonas Burgwinkel Trio Medusa Beats, with Petter Eldh and Jonas Burgwinkel (JazzwerkStatt)
- 2018 - The Recyclers Davout avec Steve Argüelles et Christophe "Disco" Minck (dStream)
- 2018 - Benoît Delbecq 4 Spots on Stripes avec Mark Turner, John Hébert et Gerald Cleaver (Clean Feed)
- 2019 - Mandhira de Saram et Benoît Delbecq Spinneret (Confront).
- 2019 - Illegal Crowns The No-Nosed Puppet, disque vinyle avec Mary Halvorson, Taylor Ho Bynum et Tomas Fujiwara (Rogue Art)
- 2020  - Hopetown - Claudia Solal et Benoît Delbecq, enregistré en 2018 (Rogue Art)
- 2020 - Deep Ford - You May Cross Here, avec Robin Fincker et Sylvain Darrifourcq (BMC)
- 2021 - The Weight of Light - Benoît Delbecq piano solo (Pyroclastic Records)
- 2022 - Benoît Delbecq 4 - Gentle Ghosts - avec Mark Turner, John Hébert, Gerald Cleaver (Jazzdor Series)
- 2022  - Silky Way - Kartet avec Guillaume Orti, Hubert Dupont, Samuel Ber (PEEWEE!)
- 2022  - 4Hands 1Breath - avec Steve Argüelles et Pierre Bastien (dStream)
- 2023 - Illegal Crowns - Unclosing - avec Tomas Fujiwara, Mary Halvorson, Taylor Ho Bynum (Out Of Your Heads Records)
- 2023 - Weave 4 - avec Francesco Bigoni, Francesco Diodati et Steve Argüelles (Parco Della Musica Records)
- 2023 - Poise - avec François Houle (Afterday Audio)
- 2023 - Apophonix et Atmosonix (Radiophoniques - Radio France) - avec Steve Argüelles, featuring Christophe "Disco" Minck et Nicolas Becker, Quatuor Lutoslawski, Lucy Railton...
- 2024 - Triple Fever - avec Etienne Renard et Guilhem Flouzat (dStream)